# Manducus
Genre
Manducus est un genre de poissons téléostéens.

## Liste d'espèces
- Manducus greyae (Johnson, 1970)
- Manducus maderensis (Johnson, 1890)